# Betriebsarzt
Betriebsarzt oder Arbeitsmediziner (AM) ist eine durch das jeweilige Gesetz eines EU-Mitgliedstaates vorgeschriebene Stelle in einem Unternehmen mit mindestens einem Mitarbeiter oder einer Behörde. Alle diese Gesetze sind Umsetzungen der EG-Rahmenrichtlinie 89/391. Die zentrale Aufgabe ist es, den Unternehmer bzw. Arbeitgeber, die Sicherheitsvertrauenspersonen und die Belegschaftsorgane auf dem Gebiet der Arbeitssicherheit und der menschengerechten Arbeitsgestaltung zu beraten und die Arbeitgeber bei der Erfüllung ihrer Pflichten auf diesem Gebiet zu unterstützen.

## Betriebsarzt in Deutschland
Betriebsarzt ist der Arzt, der vom Arbeitgeber nach Maßgabe des Gesetzes über Betriebsärzte, Sicherheitsingenieure und andere Fachkräfte für Arbeitssicherheit (Arbeitssicherheitsgesetz – ASiG) bestellt ist. Sowohl für private als auch öffentliche Betriebe sind die Einzelheiten durch Vorschriften der Träger der gesetzlichen Unfallversicherung geregelt, z. B. durch die Vorschrift DGUV 2 der Deutschen Gesetzlichen Unfallversicherung (ehemals BGV A2 der einzelnen Berufsgenossenschaften) (siehe auch BuS-Betreuung). Der Arbeitgeber darf nur Ärzte bestellen, die über die erforderliche arbeitsmedizinische Fachkunde verfügen. Fachärzte für Arbeitsmedizin oder Ärzte mit der Zusatzbezeichnung Betriebsmedizin erfüllen diese Anforderung. In Einzelfällen entscheidet die zuständige Ärztekammer über die Anerkennung der arbeitsmedizinischen Fachkunde.

### Aufgaben
Aufgabe der Betriebsärzte ist die Förderung und Erhaltung der Gesundheit sowie der Arbeits- und Beschäftigungsfähigkeit der Menschen, zum Teil auch die Mitwirkung bei deren Wiederherstellung. Dabei stützen sie sich auf eine ganzheitliche Betrachtung des arbeitenden Menschen mit Berücksichtigung somatischer, psychischer und sozialer Prozesse.
Gemäß Arbeitsschutzgesetz (ArbSchG), das EU-Richtlinien in deutsches Recht umsetzt, hat der Arbeitgeber zu ermitteln, welche Maßnahmen des Arbeitsschutzes erforderlich sind (Gefährdungsbeurteilung). Er hat die Beurteilung je nach Art der Tätigkeiten vorzunehmen und zu dokumentieren. Zu achten ist insbesondere auf
- die Gestaltung und die Einrichtung der Arbeitsstätte und des Arbeitsplatzes
- physikalische, chemische und biologische Einwirkungen
- die Gestaltung, die Auswahl und den Einsatz von Arbeitsmitteln, insbesondere von Arbeitsstoffen, Maschinen, Geräten und Anlagen sowie den Umgang damit
- die Gestaltung von Arbeits- und Fertigungsverfahren, Arbeitsabläufen und Arbeitszeit und deren Zusammenwirken
- ausreichende Qualifikation und Unterweisung der Beschäftigten

Außerdem hat der Arbeitgeber den Beschäftigten zu ermöglichen, sich je nach den Gefahren für ihre Sicherheit und Gesundheit bei der Arbeit regelmäßig arbeitsmedizinisch untersuchen zu lassen. In speziellen Fällen ist der Arbeitgeber sogar verpflichtet, arbeitsmedizinische Vorsorge durchführen zu lassen.
Bei diesen Aufgaben ist der Arbeitgeber häufig auf die besondere Fachkunde von Betriebsärzten und Fachkräften für Arbeitssicherheit angewiesen.
Näheres ist im Arbeitssicherheitsgesetz (ASiG), in der Verordnung zur arbeitsmedizinischen Vorsorge (ArbMedVV), der Unfallverhütungsvorschrift DGUV Vorschrift 2 "Betriebsärzte und Fachkräfte für Arbeitssicherheit und weiteren Vorschriften im Einzelnen geregelt. Die ArbmedVV fasst Regelungen aus den staatlichen Arbeitsschutzverordnungen zusammen der Gefahrstoffverordnung, Biostoffverordnung, Gentechnik-Sicherheitsverordnung, Lärm- und Vibrations-Arbeitsschutzverordnung, Druckluftverordnung, Bildschirmarbeitsverordnung, Betriebssicherheitsverordnung und Arbeitsstättenverordnung.
Betriebsärzte spielen eine wichtige Rolle in der betrieblichen Prävention und Gesundheitsförderung. Zu ihren Kompetenzen gehören auch die Integration behinderter Menschen in das Arbeitsleben, die stufenweise Wiedereingliederung in das Erwerbsleben im Betrieb und das Eingliederungsmanagement nach § 167 SGB IX. Durch ihre intensive Einbindung in die Arbeitswelt und den damit verbundenen Zugang zu ganz verschiedenartigen Gruppen von Menschen können sie wesentliche Beiträge zur angestrebten integrierten Versorgung im Gesundheitssystem leisten.
Größere Betriebe mit mehreren Tausend Mitarbeitern unterhalten meist eigene betriebsärztliche Abteilungen. Die dort tätigen Ärzte (Werksärzte) nehmen häufig zusätzliche Aufgaben wahr, etwa als betriebseigene Notärzte mit entsprechender Infrastruktur und Ausstattung.

### Qualifikation
Nach dem abgeschlossenen Medizinstudium folgt eine fünfjährige, vollzeitige ärztliche Weiterbildung zum Facharzt für Arbeitsmedizin. Neben der Gebietsbezeichnung Facharzt für Arbeitsmedizin gibt es in Deutschland auch die Zusatzbezeichnung Betriebsmedizin. Sie setzt eine bereits vorhandene Facharztanerkennung in einem Gebiet der unmittelbaren Patientenversorgung voraus. So kann fast jeder Facharzt diese Zusatzbezeichnung in einer einjährigen, vollzeitigen Weiterbildung erwerben. Grundlage der Weiterbildung ist in beiden Fällen ein mindestens 360 Stunden (ca. 9 Wochen) umfassender Kurs, in dem Themen aus der Arbeitsmedizin, -psychologie, Ergonomie, Technik, Wirtschaft, Recht, Sozialversicherungswesen usw. behandelt werden. Grundkenntnisse in diesen Fächern sind essentiell für die betriebsärztliche Tätigkeit. Während der Weiterbildung erwerben die Assistenzärzte unter Anleitung ihres Weiterbilders praktische Erfahrungen in allen Bereichen der Betriebs- oder Arbeitsmedizin. Beide Weiterbildungsgänge schließen mit einer Prüfung ab. In Österreich ist die Regelung ähnlich, auch dort kann eine Zusatzbezeichnung erworben werden, wenn eine andere Fachqualifikation bereits vorliegt.

### Position im Unternehmen
Der Betriebsarzt wird vom Unternehmer schriftlich bestellt (externer Arzt oder Angestellter des Unternehmens). Der Betriebsarzt ist dem Unternehmer direkt unterstellt und hat die Position einer Stabsstelle. Eine Weisungsbefugnis gegenüber den Mitarbeitern ergibt sich aus dieser Position nicht.
Der Betriebsarzt ist Mitglied im Arbeitsschutzausschuss.
Der Betriebsarzt ist verpflichtet, mit dem Betriebsrat zusammenzuarbeiten und diesen, soweit er es verlangt, zu beraten (§ 9 ASiG).

### Besonderheiten
- Im Rahmen der Deregulierung und Vereinheitlichung staatlicher und berufsgenossenschaftlicher Vorschriften wird den Unternehmen mehr Entscheidungsspielraum eingeräumt: So werden vermehrt Arbeitsschutz-Ziele vorgegeben, nicht jedoch die Details der Umsetzung. Die Unternehmer sind verpflichtet, ihre Entscheidungen nachvollziehbar zu gestalten und zu dokumentieren. Denn der erweiterte Entscheidungsspielraum ist mit dem Risiko des Organisationsverschuldens verbunden: Spätestens nach einem negativen Ereignis (Unfall, arbeitsbedingte Erkrankung, Berufskrankheit) werden der Unfallversicherungsträger und in den meisten Fällen ein Gericht prüfen, ob die Arbeitsschutzmaßnahmen ausreichend waren. Damit sind die Anforderungen an die Qualität der betriebsärztlichen Beratung gestiegen.
- Die Einsatzzeit des Betriebsarztes ist abhängig von der Anzahl der Mitarbeiter und den Belastungen, denen diese bei ihrer Arbeit ausgesetzt sind (Gefährdungsklassen). Die Mindesteinsatzzeiten werden dem Arbeitgeber vom zuständigen gesetzlichen Unfallversicherungsträger vorgegeben (siehe insbesondere Vorschrift DGUV V2 der jeweiligen Berufsgenossenschaft).
- Der Betriebsarzt hat – von eigenen Mitarbeitern der betriebsärztlichen Abteilung abgesehen – keine Weisungsbefugnis gegenüber anderen Beschäftigten des Unternehmens. Daraus erwächst eine auf die Richtigkeit der Beratung beschränkte Haftung. Die Verantwortung für die Umsetzung des Arbeitsschutzes selbst bleibt beim Unternehmer, der sie teilweise an Mitarbeiter mit Weisungsbefugnis delegieren kann (Übertragung von Unternehmerpflichten).
- Wie jeder Arzt unterliegt auch der Betriebsarzt der ärztlichen Schweigepflicht. Diese gilt gegenüber jedermann, auch gegenüber dem Arbeitgeber ohne jede Einschränkung. Mitteilungen an den Arbeitgeber haben sich auf diejenigen Aussagen zu beschränken, die zur Erfüllung gesetzlicher Vorschriften (z. B. bei Pflichtvorsorge nach der ArbMedVV) erforderlich sind, oder bedürfen der Einwilligung des Betroffenen.
- In der Ausübung seiner Fachkunde ist der Betriebsarzt weisungsfrei.
- für die Durchführung von arbeitsmedizinischer Vorsorge muss der Arzt oder die Ärztin berechtigt sein, die Gebietsbezeichnung „Arbeitsmedizin“ oder die Zusatzbezeichnung „Betriebsmedizin“ zu führen. Bei Ärzten in der Weiterbildung muss der Weiterbilder die Untersuchungen verantwortlich gegenzeichnen.
- Betriebsärztemangel: 53 Prozent aller Betriebsärzte sind 60 Jahre oder älter. Deswegen ist es wichtig, das Fach Arbeitsmedizin für den Nachwuchs attraktiver zu machen. 2014 wurde im Rahmen der DGAUM-Jahrestagung das Aktionsbündnis für den Nachwuchs in der Arbeitsmedizin gegründet. Ziele des Aktionsbündnisses sind u. a. die Beschaffung und Vergabe von Mitteln zur Förderung des arbeitsmedizinischen Nachwuchses.[4] 2015 wurde der arbeitsmedizinische und betriebsärztliche Dienst der ASAM praevent GmbH, Institut für Arbeitssicherheit, Arbeitsmedizin und Prävention in München erste akademische Lehrpraxis für Arbeitsmedizin in Deutschland[5]. 2016 folgte das Mitteldeutsche Institut für Arbeitsmedizin in Leipzig.[6] Die Lehrpraxen verknüpfen universitäre Forschung und Lehre mit praktischer betriebsärztlicher Tätigkeit.
- Verdienst: Die Vergütung während der Weiterbildungszeit beträgt je nach Qualifikation ca. 70.000 bis 120.000 EUR p. a., mit abgeschlossener Weiterbildung zum Betriebs- / Arbeitsmediziner ca. 100.000 bis 170.000 EUR. In leitender Funktion bzw. als Selbständiger kann der Verdienst noch höher liegen. In der Schweiz liegt das entsprechende Facharztgehalt bei über 170.000 CHF p. a.[7]

## Betriebsarzt in Österreich
Der Betriebsarzt wird in Österreich durch das ArbeitnehmerInnenschutzgesetz (ASchG) vorgeschrieben. Die Bezeichnung lautet in Österreich Arbeitsmediziner (AM).
Die Ärztekammer gibt Empfehlungen zum Mindesthonorar für externe Arbeitsmediziner heraus.

### Aufgaben
Im ASchG sind die Aufgaben im § 81 festgehalten:
Arbeitsmediziner haben die Aufgabe, die Arbeitgeber, die Arbeitnehmer, die Sicherheitsvertrauenspersonen und die Belegschaftsorgane auf dem Gebiet des Gesundheitsschutzes, der auf die Arbeitsbedingungen bezogenen Gesundheitsförderung und der menschengerechten Arbeitsgestaltung zu beraten und die Arbeitgeber bei der Erfüllung ihrer Pflichten auf diesen Gebieten zu unterstützen.
Arbeitgeber haben die Arbeitsmediziner und erforderlichenfalls weitere geeignete Fachleute hinzuzuziehen:
1. in allen Fragen der Erhaltung und Förderung der Gesundheit am Arbeitsplatz und der Verhinderung arbeitsbedingter Erkrankungen,
2. bei der Planung von Arbeitsstätten,
3. bei der Beschaffung oder Änderung von Arbeitsmitteln,
4. bei der Einführung oder Änderung von Arbeitsverfahren und der Einführung von Arbeitsstoffen,
5. bei der Erprobung und Auswahl von persönlichen Schutzausrüstungen,
6. in arbeitsphysiologischen, arbeitspsychologischen und sonstigen ergonomischen sowie arbeitshygienischen Fragen, insbesondere des Arbeitsrhythmus, der Arbeitszeit- und Pausenregelung, der Gestaltung der Arbeitsplätze und des Arbeitsablaufes,
7. bei der Organisation der Ersten Hilfe,
8. in Fragen des Arbeitsplatzwechsels sowie der Eingliederung und Wiedereingliederung Behinderter in den Arbeitsprozess,
9. bei der Ermittlung und Beurteilung der Gefahren,
10. bei der Festlegung von Maßnahmen zur Gefahrenverhütung,
11. bei der Organisation der Unterweisung und bei der Erstellung von Betriebsanweisungen und
12. bei Verwaltungsverfahren im Sinne des 8. Abschnittes.

### Tätigkeit
Im § 82. des ASchGs werden die Tätigkeiten aufgezählt:
1. die Beratung und Unterstützung des Arbeitgebers in den Angelegenheiten gemäß § 81 Abs. 3,
2. die Beratung der Arbeitnehmer, der Sicherheitsvertrauenspersonen und der Belegschaftsorgane in Angelegenheiten des Gesundheitsschutzes, der auf die Arbeitsbedingungen bezogenen Gesundheitsförderung und der menschengerechten Arbeitsgestaltung,
3. die Besichtigung der Arbeitsstätten, Baustellen und auswärtigen Arbeitsstellen sowie die Teilnahme an Besichtigungen durch das Arbeitsinspektorat,
4. die Ermittlung und Untersuchung der Ursachen von arbeitsbedingten Erkrankungen und Gesundheitsgefahren sowie die Auswertung dieser Ermittlungen und Untersuchungen,
5. die Überprüfung und Anpassung der nach den Arbeitnehmerschutzvorschriften erforderlichen Ermittlung und Beurteilung der Gefahren und der festgelegten Maßnahmen samt Anpassung der Sicherheits- und Gesundheitsschutzdokumente,
6. die arbeitsmedizinische Untersuchung von Arbeitnehmern bis zum Höchstausmaß von 20 % der für sie festgelegten jährlichen Präventionszeit,
7. die Durchführung von Schutzimpfungen, die mit der Tätigkeit der Arbeitnehmer im Zusammenhang stehen,
8. die Weiterbildung bis zum Höchstausmaß von 15 % der für sie festgelegten jährlichen Präventionszeit,
9. die Tätigkeit im Rahmen des Arbeitsschutzausschusses und des zentralen Arbeitsschutzausschusses,
10. die Dokumentation der Tätigkeit und der Ergebnisse von Untersuchungen sowie die Erstellung von Berichten und Programmen auf dem Gebiet des Gesundheitsschutzes und der Gesundheitsförderung und
11. die Koordination der Tätigkeit mehrerer Arbeitsmediziner.

### Einsatzzeiten
In Arbeitsstätten mit bis zu 50 AN hat die Präventivbetreuung in Form von Begehungen zu erfolgen, die
- bei 1 bis 10 AN mindestens in 2-Jahresabständen und
- bei 11 bis 50 AN mindestens jährlich durchzuführen sind, wobei diese Begehungen nach Möglichkeit durch die Fachkraft für Arbeitssicherheit und AM gemeinsam erfolgen sollen.

In Arbeitsstätten mit über 50 AN sind Fachkraft für Arbeitssicherheit und AM mindestens im Ausmaß der im § 82a ASchG geregelten Präventionszeit zu beschäftigen.
- Diese beträgt pro Kalenderjahr und AN für Büroarbeitsplätze 1,2 Stunden
- und für sonstige Arbeitsplätze 1,5 Stunden.

Für Nachtarbeit ist ein Zuschlag zu berücksichtigen. Von der errechneten Einsatzzeit hat die SFK mindestens 40 % zu erfüllen. Der Arbeitsmediziner muss 35 % erfüllen, die verbleibenden 25 % müssen individuell auf alle Präventivfachkräfte aufgeteilt werden.
Die Einsatzzeiten des Betriebsarztes sind seit 2011 in der DGUV2 festgelegt (Anlage 2.2)
Grundbetreuung
Die Grundbetreuung weist drei Betreuungsgruppen auf, für die jeweils feste Einsatzzeiten als Summenwerte für Betriebsarzt und Fachkraft für Arbeitssicherheit gelten. Die Betriebe sind über ihre jeweilige Betriebsart den Betreuungsgruppen gemäß Abschnitt 4 zugeordnet. Für die Grundbetreuung ist je nach Zuordnung in eine der drei Gruppen folgende Einsatzzeit in Stunden pro Beschäftigtem und Jahr erforderlich:
- Gruppe I 2,5 Einsatzzeit in Std./Jahr pro Beschäftigtem
- Gruppe II 1,5 Einsatzzeit in Std./Jahr pro Beschäftigtem
- Gruppe III 0,5 Einsatzzeit in Std./Jahr pro Beschäftigtem

Bei der Aufteilung der Zeiten auf Betriebsärzte und Fachkräfte für Arbeitssicherheit ist ein Mindestanteil von 20 % der Grundbetreuung, jedoch nicht weniger als 0,2 Std./Jahr pro Beschäftigtem, für jeden Leistungserbringer anzusetzen.
Eine vollständige Liste zur Aufteilung der Arbeitnehmer in die drei Gruppen mit den Angaben aller Unfallversicherungsträger wird bei der Deutschen Gesetzlichen Unfallversicherung (DGUV) geführt.

## Betriebsarzt in anderen Ländern
In folgenden europäischen Ländern gibt es vergleichbare Befähigungsnachweise: Spanien, Dänemark, Belgien, Finnland, Frankreich, Griechenland, Großbritannien (Vereinigtes Königreich), Irland, Italien, Luxemburg, Niederlande, Polen, Portugal, Schweden, Island, Norwegen. In der EU muss die Facharzt-Ausbildung mindestens vier Jahre betragen.
In den USA werden Qualifikation und Qualitätssicherung in der Arbeits- und Umweltmedizin von der ärztlichen Fachgesellschaft American College of Occupational and Environmental Medicine (ACOEM) wahrgenommen, wie dort für die ärztliche Tätigkeit allgemein üblich. Ein ausführliches Curriculum ist Pflicht für die Anerkennung durch das ACOEM.

## Spezielle Bezeichnungen
Für besondere Unternehmen wird der Betriebsarzt im allgemeinen Sprachgebrauch verkürzt mit »Betrieb+Arzt« bezeichnet, beispielsweise Postarzt. Zweideutig ist allerdings der Begriff Bahnarzt; ein Bahnarzt kann für ein Unternehmen wie die Deutsche Bahn tätig sein, aber auch im Sport, beispielsweise der Wettkampfarzt bei einem Sechstagerennen.